# طوطیچه
طوطیچه‌ها (به انگلیسی: Parrotlet)، گروهی از کوچک‌ترین گونه‌های طوطی جهان جدید هستند که شامل چندین سرده به نام‌های طوطیچه‌های سبز، (Nannopsittaca) و طوطیچه‌های رنگین است. آنها دارای ساختار تنومند و دم کوتاه هستند و بومی آمریکای میانی و جنوبی هستند. آنها از نظر اندازه، شکل بدن و رفتار شبیه طوطی عشقهای آفریقا هستند و گاهی به آنها «مرغ عشق آمریکای جنوبی» نیز گفته می‌شود، اما ارتباط نزدیکی با هم ندارند.
در طبیعت، طوطی‌ها در دسته‌هایی با اندازه‌های حدود چهار تا بیش از صد پرنده سفر می‌کنند. بیشتر گونه‌ها در گله‌های حدود پنج تا چهل نفر سفر می‌کنند. آنها پیوندهای مادام العمر و محکمی را با همسر انتخابی خود ایجاد می‌کنند.

## گونه‌های طوطی
گونه‌های زیر در سه سرده به عنوان طوطی در نظر گرفته می‌شوند:
- طوطیچه‌های سبز (Forpus)
- طوطیچه‌های رنگین (Touit)
- ریزطوطی‌ها (Nannopsittaca)